# David B. Bleak
David Bruce Bleak, né le 27 février 1932 dans l’Idaho et mort dans cet État le 23 mars 2006, est un soldat de l'armée américaine. Pendant la guerre de Corée, il a atteint le grade de sergent d'état-major et a reçu la Medal of Honor, la plus haute décoration militaire des États-Unis, pour ses actions près de Minari-gol, en Corée du Sud, le 14 juin 1952.

## Biographie
David Bruce Bleak naît le 27 février 1932 dans l’Est de l’Idaho. Il abandonne l’école assez jeune pour travailler dans des fermes et des ranchs. Arrivé à l’âge adulte, il atteint une stature impressionnante avec 1,95 m pour 110 kg. Voulant voyager, il s’engage dans l’United States Army le 1er novembre 1950 et, après sa formation initiale à Fort Riley, est assignée à la compagnie médicale du 223e régiment d’infanterie de la 40e division d’infanterie. Il suit en 1951 une formation intensive en sciences médicales à Camp Cook  avant que sa division soit envoyée en Corée en janvier 1952.
À son arrivée, la 40e division est déployée dans les montagnes autour de Minari-gol. Le 14 juin 1952, Bleak fait partie d’une patrouille de reconnaissance de vingt hommes, dont la mission est de rejoindre le sommet de la Cote 499 pour recueillir des renseignements sur les positions et les intentions des Chinois qui leur font face. Une attaque de diversion débute à 2 h 45, avant le départ de la patrouille à 4 h 30, mais, alors qu’elle monte la colline, elle est la cible de tirs de mitrailleuses qui font plusieurs blessés. Après s’être occupé d’eux, Bleak rattrape la patrouille qui a poursuivi sa route.
Lorsqu’il arrive au sommet, la situation est confuse, les Américains s’étant engagés par inadvertance au milieu de positions chinoises dissimulées. En portant secours à un blessé, Bleak est confronté par plusieurs soldats chinois et en tue deux à mains nues et un au couteau avant de reprendre les soins. Plus tard, alors qu’il assiste un autre blessé, une grenade atterri à proximité ; Bleak couvre alors le blessé de son corps pour le protéger de l’explosion. Parvenant enfin à se dégager, les Américains redescendent la colline lorsqu’un tir de mitrailleuse fait trois blessés supplémentaires dans leurs rangs. Alors qu’il se dirige vers eux, Bleak est à son tour blessé à la jambe, mais poursuit les soins. L’un des soldats ne pouvant marcher, il le prend sur son dos, mais est désormais isolé de ses camarades. Lors de la descente, il rencontre deux soldats chinois, qu’il tue une nouvelle fois à mains nues avant de poursuivre sa route avec le blessés sur le dos.
Après la guérison de sa blessure à la jambe, Bleak reprend son poste sur le front puis est reaffecté au Japon. Le 27 octobre 1953, il reçoit du président Dwight D. Eisenhower la Medal of Honor pour ses actions du 14 juin 1952. À la fin de la guerre, il quitte l’armée et retourne en Idaho où il occupe divers petits boulots avant d’être engagé comme concierge au Laboratoire national de l'Idaho. Dans les années suivantes, il se marie et a quatre enfants, tandis qu’il grimpe progressivement les échelons pour atteindre le poste de technicien principal d’une unité de confinement chargée de traiter des barres de combustible nucléaire usagées. Il prend sa retraite au milieu des années 1990, mais sa santé se dégrade dans la décennie suivante alors qu’il souffre de la maladie de Parkinson et d’emphysème. Il meurt le 23 mars 2006 à Arco des complications liées à une fracture de la hanche.

## Distinctions et hommages
L’hôpital de Fort Sill, inauguré le 20 avril 1995 porte son nom. Le gouverneur de l’Idaho a également fait du 14 juin 2007 le « jour du sergeant David Bruce Bleak » pour commémorer le cinquante-cinquième anniversaire de ses exploits en Corée.